# Chaenomugil proboscideus
Chaenomugil proboscideus és una espècie de peix de la família dels mugílids i de l'ordre dels mugiliformes.

## Particularitats
Chaenomugil proboscideus és l'única espècie del gènere Chaenomugil.

## Morfologia
- Els mascles poden assolir 22 cm de longitud total.[3][4]

## Reproducció
És ovípar i els ous són pelàgics.

## Alimentació
Menja algues.

## Hàbitat
És un peix marí, de clima tropical i pelàgic-nerític.

## Distribució geogràfica
Es troba al Pacífic oriental central: des de Mèxic (incloent-hi les Illes Revillagigedo) fins a Panamà.

## Ús comercial
Es pot veure als mercats de Panamà.

## Observacions
És inofensiu per als humans.